# 相馬市歴史資料収蔵館
相馬市歴史資料収蔵館（そうましれきししりょうしゅうぞうかん）は、福島県相馬市にある歴史博物館。

## 概要
本施設は、相馬市の歴史資料を収蔵する施設として、老朽化した旧資料館を移転・新築したものである。建物は株式会社綜企画設計による設計。
相馬市民会館と相馬市郷土蔵とともに同じ敷地内に一体的に整備された。
原始時代から近世までの相馬市の歴史資料が展示されている。内部は、1階はエントランスホールと収蔵庫、研修室で構成され、2階は展示室となっている。

## デザイン
外観は、相馬市民会館、相馬市郷土蔵と同様に、瓦葺きの屋根、漆喰調の壁及び杉板張りの腰壁と白と黒を基調とした重厚感のある和風のデザインとしている。
内観は、エントランスホールは天井高さを高く設定した格天井とし、開放性がありながらも格式のある展示スペースとしている。

## 利用情報
- 開館時間
  - 9:00～16:00
- 定休日
  - 毎週月曜日（月曜が休日のとき、次の平日）
  - 年末年始（12月29日～1月3日）
- 観覧料
  - 一般・大学生100円
  - 高校生・中学生・小学生50円

## アクセス
- JR常磐線・相馬駅より徒歩10分
- JR常磐線・相馬駅より車で5分
- 常磐自動車道・東北中央自動車道・相馬ICより車で6分

## 周辺
- 相馬市民会館
- 相馬中村神社
- 相馬神社
- 相馬中村城跡
- 馬陵公園
- 福島県立相馬高等学校
- 相馬市役所
- 中村第一小学校
- スポーツアリーナそうま